# Sigismund II. Braun
Sigismund Braun (* 15. März 1660 in Herzogenburg, als Johannes Valentin Braun; † 4. April 1716 auf Schloss Kreisbach bei Wilhelmsburg) war ein österreichischer Zisterzienser und von 1695 bis 1716 als Sigismund II. der 50. Abt des Zisterzienserstiftes Lilienfeld.

## Vor der Abtwahl
Johannes Valentin Braun wurde am 15. März 1660 in Herzogenburg geboren. Seine Eltern waren Valentin, der Hofrichter des Stiftes Herzogenburg, und Anna Katharina.
Nach der Einkleidung 1779 legte Braun am 15. August 1680 die Profess ab. Ab 1676 studierte er in Wien Theologie und Philosophie. Er empfing am 22. Februar 1687 die Priesterweihe im Wiener Stephansdom. In Lilienfeld erhielt er den Namen Sigismund.
Nach seiner Priesterweihe war er in verschiedenen Pfarren tätig. Im April 1692 wurde Sigismund Braun zum Subprior ernannt.

## Abt des Stiftes Lilienfeld
Am 20. März 1695 wurde er als Nachfolger von Matthäus Kolweiß zum Abt Sigismund II. gewählt und schon am darauffolgenden Tag benediziert. Außerdem wurde er zum kaiserlichen Rat ernannt.

### Eisenbergwerk
1698 ließ Abt Sigismund bei Annaberg eine Eisenschmelzerei errichten, welche 1703 noch erweitert wurde. Die beabsichtigte Kanonenproduktion für den Spanischen Erbfolgekrieg jedoch verlief äußerst verlustreich. Die hergestellten Kanonen wurden vom Staat als unbrauchbar zurückgewiesen. 1712 wurde die gesamte Produktion auf Betreiben des Fiskus stillgelegt.

### Bautätigkeit im Stift
Die gute Amtsführung seiner Vorgänger ermöglichte ihm eine rege Bautätigkeit zu entwickeln. So wurde in seiner Amtszeit der Dachreiter der Abteikirche abgetragen und ein Turm über dem Eingang am westlichen Ende der Stiftskirche erbaut. In diesem ließ er fünf Glocken aus dem stiftlichen Gußwerk bei Annaberg abringen. Ebenfalls beim Westeingang ließ er eine Empore einziehen; darauf platzierte man eine Orgel und ein Chorgestühl. Im Südwesten der Kirche ließ er einen Verbindungstrakt zum Kaisertrakt anbauen, der später jedoch zerstört und nicht wiederaufgebaut wurde. Er diente unter anderen als Noviziat und Sängerknabenkonvikt.
Eine weitere Baumaßnahme war die um 1704 erfolgte Errichtung der barocken Bibliothek im Südtrakt. Er ließ den Hauptraum von Laienbrüdern des Stiftes mit Bücherschränken versehen, welche wertvolle Intarsienarbeiten aufweisen. An der Decke wurden prächtige Stuckaturen und Fresken angebracht. Diese zeigen Zisterzienserheilige, darunter etwa Bernhard von Clairvaux oder Otto von Freising. Für die neue Bibliothek schaffte der gelehrte Abt Sigismund viele Bücher an. Diese sind jedoch während der späteren Aufhebung verlorengegangen. Er förderte auch die Wissensbildung unter den Mönchen.

### Krankheit, Tod und Beisetzung
Zwischen Juli 1705 und Jänner 1706 war Abt Sigismund Generalvikar für die Zisterzienser in Ungarn. Zu dieser Zeit dürfte er aber schon an einer psychischen Erkrankung gelitten haben. Durch die massiven Ausgaben für Projekte des Abtes fielen auch Kosten an, die das Stift nicht mehr mit Eigenmitteln decken konnte. So kam es, dass im Jahr 1699 die ungarische Abtei Zirc an die Abtei Heinrichau verkauft werden musste. Abt Sigismund war 1697 zum Abt dieser Abtei ernannt worden. 
Abt Sigismund musste ab 1708 die Administration des Stiftes an Wirtschaftsadministratoren abgeben. Er hielt sich wegen seiner Krankheit in den späten Jahren seines Lebens nur noch in der stiftlichen Besitzung Kreisbach. Dort starb er am 4. April 1716 mit 56 Jahren. 
Die Predigt zur Beisetzung hielt der Propst und Prälat von Stift St. Pölten Johannes Michael Führer unter dem Titel „Wappenänderung eines Herrn Prälaten“. Brauns Nachfolger wurde Chrysostomus Wieser.